# Elecciones generales de Namibia de 2014
Las elecciones generales de Namibia de 2014 se celebraron el 28 de noviembre de ese año, siendo las primeras del continente africano en utilizar el voto electrónico.
Un total de nueve candidatos se presentaron a la presidencia, mientras que 16 partidos políticos disputaron las elecciones a la Asamblea Nacional. Hage Geingob, del partido gobernante SWAPO, ganó las elecciones presidenciales con el 87% de los votos. La SWAPO también ganó las elecciones de la Asamblea Nacional, con el 80% de los votos.

## Resultados

### Presidente

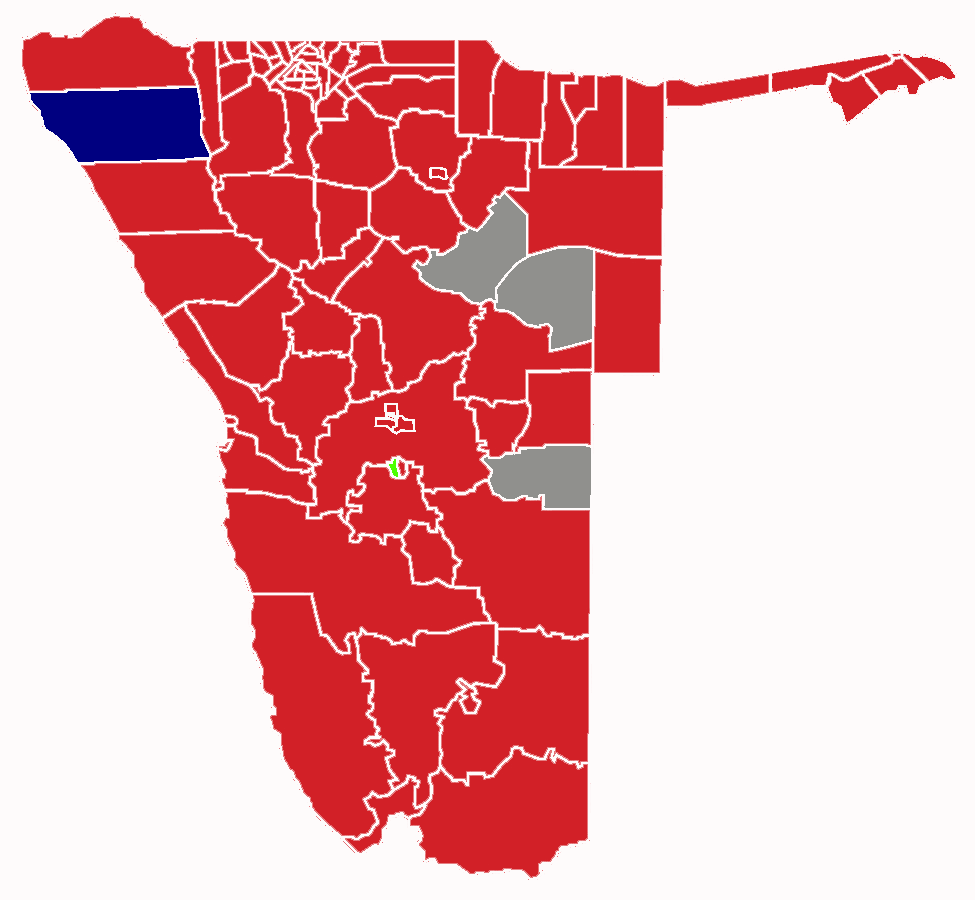
En rojo, las provincias ganadas por Geingob, en azul las ganadas por Venaani y en gris las ganadas por otros candidatos.

| Candidato                          | Candidato                          | Partido                                           | Votos     | %      |
| ---------------------------------- | ---------------------------------- | ------------------------------------------------- | --------- | ------ |
|                                    | Hage Geingob                       | SWAPO                                             | 772,528   | 86.73  |
|                                    | McHenry Venaani                    | Alianza Democrática de Turnhalle                  | 44,271    | 4.97   |
|                                    | Hidipo Hamutenya                   | Agrupación por la Democracia y el Progreso        | 30,197    | 3.39   |
|                                    | Asser Mbai                         | Organización Democrática de la Unidad Nacional    | 16,740    | 1.88   |
|                                    | Henk Mudge                         | Partido Republicano                               | 8,676     | 0.97   |
|                                    | Ignatius Shixwameni                | Partido Panpopular                                | 7,266     | 0.82   |
|                                    | Usutuaije Maamberua                | SWANU                                             | 5,028     | 0.56   |
|                                    | Ben Ulenga                         | Congreso de Demócratas                            | 3,518     | 0.39   |
|                                    | Jan Mukwilongo                     | Combatientes Namibienses de La Libertad Económica | 2,514     | 0.28   |
| Votos nulos                        | Votos nulos                        | Votos nulos                                       | 0         | –      |
| Total                              | Total                              | Total                                             | 890,738   | 100.00 |
| Habitantes inscritos/Participación | Habitantes inscritos/Participación | Habitantes inscritos/Participación                | 1,241,194 | 71.76  |
| Fuente: ECN                        |                                    |                                                   |           |        |

### Asamblea Nacional
| Partidos                              | Partidos                                          | Votos     | %     | Escaños | +/–   |
| ------------------------------------- | ------------------------------------------------- | --------- | ----- | ------- | ----- |
|                                       | SWAPO                                             | 715.026   | 80.01 | 77      | 23    |
|                                       | Alianza Democrática de Turnhalle                  | 42.933    | 4.80  | 5       | 3     |
|                                       | Agrupación por la Democracia y el Progreso        | 31.372    | 3.51  | 3       | 5     |
|                                       | Partido Panpopular                                | 20.431    | 2.29  | 2       | 1     |
|                                       | Frente Democrático Unido                          | 18.945    | 2.12  | 2       | —     |
|                                       | Organización Democrática de la Unidad Nacional    | 17.942    | 2.01  | 2       | —     |
|                                       | Partido Revolucionario de los Trabajadores        | 13.328    | 1.49  | 2       | 2     |
|                                       | SWANU                                             | 6.354     | 0.71  | 1       | —     |
|                                       | Movimiento Popular Unido                          | 6.353     | 0.71  | 1       | Nuevo |
|                                       | Partido Republicano                               | 6,099     | 0.68  | 1       | —     |
|                                       | Congreso de Demócratas                            | 3.404     | 0.38  | 0       | 1     |
|                                       | Combatientes Namibienses de La Libertad Económica | 3.259     | 0.36  | 0       | Nuevo |
|                                       | Grupo de Acción Monitora                          | 3.073     | 0.34  | 0       | —     |
|                                       | Voz Demócrata Cristiana                           | 2.606     | 0.29  | 0       | Nuevo |
|                                       | Partido Nacional Democrático                      | 1,389     | 0.16  | 0       | —     |
|                                       | Partido Democrático de Namibia                    | 1.131     | 0.13  | 0       | —     |
| Votos válidos                         | Votos válidos                                     | 893.643   | 100   |         |       |
| Votos anulados                        | Votos anulados                                    | 0         | 0%    |         |       |
| Total                                 | Total                                             | 893.643   | 100.0 | 96      | 24    |
| Habitantes inscritos/participación    | Habitantes inscritos/participación                | 1.241.194 | 72.00 | —       | —     |
| Fuente: Comisión Electoral de Namibia |                                                   |           |       |         |       |